# Malouetia flavescens
Malouetia flavescens är en oleanderväxtart som först beskrevs av Carl Ludwig von Willdenow, Johann Jakob Roemer och Schult., och fick sitt nu gällande namn av Müll. Arg.. Malouetia flavescens ingår i släktet Malouetia och familjen oleanderväxter. Inga underarter finns listade i Catalogue of Life.